# Verlag Dashöfer
Der Verlag Dashöfer ist ein deutscher Seminar-Anbieter und Fachverlag mit Sitz in Hamburg.

## Geschichte
Der Verlag Dashöfer wurde 1989 von dem Juristen Hans Dashöfer gegründet und hat seinen Sitz in Hamburg. Gestartet mit Formularen, Print-Newslettern und Loseblatt-Werken, besteht das Kerngeschäft heute aus Seminaren, Webinaren, Workshops und Videotrainings für Fach- und Führungskräfte aus den Bereichen Finanzen, Management, Unternehmensführung, Personalwesen, Architektur/Bauwesen und Immobilien.
Im Verlag Dashöfer erscheinen darüber hinaus das Rechtshandbuch für Frauen- und Gleichstellungsbeauftragte und das Praxishandbuch Bilanzierung aktuell sowie Fachliteratur, Hörbücher und Softwaretitel. Daneben betreibt er Online-Themenportale für Fachkräfte aus dem Finanz- und Rechnungswesen, Gleichstellungsbeauftragte und Führungskräfte in Bibliotheken. Nicht zuletzt entwickelt der Verlag auch E-Learning-Plattformen wie die Personal Growth Cloud und VR-Anwendungen wie EasySpeech.
Der Verlag Dashöfer unterhält Niederlassungen in Bratislava, Budapest, Limassol, Ljubljana, Prag und Zagreb.